# 碧安卡·迪文之死
碧安卡·蜜雪兒·迪文（2001年10月2日 – 2019年7月14日) 是一位來自紐約由提卡的美國青少年，2019年7月14日遭男性朋友布蘭登·安德魯·克拉克謀殺。隨後，克拉克自殺未遂導致受傷，並以二級謀殺的罪名遭到起訴。他隨後選擇認罪，被判處無期徒刑，25 年內不得假釋。
警方報告稱，迪文和克拉克關係密切，但兩人對彼此之間關係的看法不同。迪文的姐姐/妹妹稱克拉克為家人般親密的朋友，而迪文則在一段聊天紀錄中表示自己不記得對方的名字，所以在見面之前需要先在 Discord 的聊天紀錄中「查一下」他的名字。據稱，該起謀殺案是在克拉克目睹迪文親吻另一名男子之後發生的。
迪文的死收到了來自新聞界和社群媒體的極大關注。起初的報告內容受到錯誤資訊的汙染。克拉克拍下了迪文屍體的照片並將其在網路上廣泛散佈，同時收到了人們的嘲笑和同情。社群媒體公司的回應受到了批評，導致有關立法的出台。評論家討論了該犯罪的獨特性質及其與社交媒體結構的關係。

## 背景
碧安卡·蜜雪兒·迪文（死亡時 17 歲）打算在由提卡的莫霍克谷社區學院學心理學。她遭受精神疾病的困擾，特別是憂鬱症、焦慮症、邊緣型人格障礙以及創傷後壓力症等，深受家人的擔心。她的「青少年時期大部分時間都在醫院反反覆覆的接受心理健康治療」。為解脫孤立感，她選擇在線上社群包庇自己。據《雪城郵報》報導，迪文受到來自毒男至少五年的線上騷擾。
布蘭登·安德魯·克拉克（生於1997年10月6日；謀殺迪文時年滿 21 歲）的童年曾有創傷經歷：他親眼看見自己的父親用刀尖指著母親數小時。迪文的母親金柏莉·迪文再見到克拉克後，表示他「人應該不錯」，非常「有禮貌」。

### 迪文和克拉克間的關係
據說克拉克和迪文於2019年4月在 Instagram 上相識，此前克拉克就在社群平台上追蹤了她。警方稱他們間的關係為「私底下很親密」，但是朋友和家人卻有不同的說法。迪文告訴母親說她向克拉克解釋過自己沒有與他交往的想法，而金柏莉卻表示克拉克想要「進一步培養感情」。迪文的一個姊姊/妹妹稱克拉克為家人般可靠的朋友，而迪文的一個朋友卻擔心克拉克會趁兩人吸毒時對迪文進行性剝削。據報導，克拉克會向德文提供毒品，以引誘她與他共處。

## 謀殺
2019年7月13日，迪文、克拉克和他們共同的朋友艾力克斯去紐約參加了加拿大歌手妮可·多蘭格的演出。演出結束後，克拉克和迪文返回由提卡。兩人發生了爭執，可能是因為迪文與艾力克斯互相親吻。最後，克拉克開始襲擊她，用藏在座位旁的一把長刀割開了她的脖子。迪文於7月14日凌晨死亡。她的屍體（幾進斬首）被留在車裡，克拉克則升起篝火，收聽 Joji 的歌曲《試駕》。

迪文死後，克拉克給多位家庭成員通電話。這些電話相當於口頭的遺書，他讓他的家人們撥打 911 報警電話。他將迪文屍體的照片發佈到了一個 Discord 伺服器上，寫下文字：「對不起傻逼們，你們得找別的對象意淫了。」他還錄下了殺人的影片。上午七點左右，Discord 使用者報了警，並連絡了迪文的家人，此時警方已收到「多通」電話，其中包括克拉克的來電。在克拉克與調度員的通話中，他說道：
「我的名字是布蘭登，受害者是碧安卡·蜜雪兒·迪文。這通電話我不會講很久，因為我還需要完成自殺的環節才算得上是謀殺式自殺。」
執法人員到達後，克拉克自刎尋死。他躺在包裹著迪文屍體的綠色防水布上，並在網上發布了更多照片。警方找到了一封遺書和一則簡訊，簡訊內容是：「願妳永不原諒我。」隔天，警方證實了受害者確為迪文，並定克拉克為二級謀殺罪。
鑒於克拉克當時「攜帶刀具和拍攝殺人過程的設備」，當局便稱克拉克有可能是提前策劃了這起謀殺。警長麥克·柯利認為克拉克此舉係為圖名氣。奧奈達郡地方檢察官助理莎拉·德梅利爾稱，他向許多人對這次殺人事件給出了各種不同的解釋。他曾在網上搜尋如何尋找頸動脈、如何使人至殘或身亡，以及一些搜尋如何使自己窒息和上吊自殺相關的內容。

## 反應

### 當地
2019年7月15日，人們為迪文舉辦了一場守夜活動，而三天後的7月19日便是她的葬禮。2020年的七月，人們又為他舉辦了第二場守夜活動。2020年2月14日，當地舉辦了一場專門展示迪文作品的時尚藝術秀。湯瑪士·R·普拉特高級中學為此向學生提供了為期一周的相關諮詢課。位於由提卡紀念禮堂的阿第倫達克銀行中心為紀念迪文而亮燈。迪文的祖父法蘭克·威廉斯向由提卡社群提供的支持表達謝意。

### 社群媒體

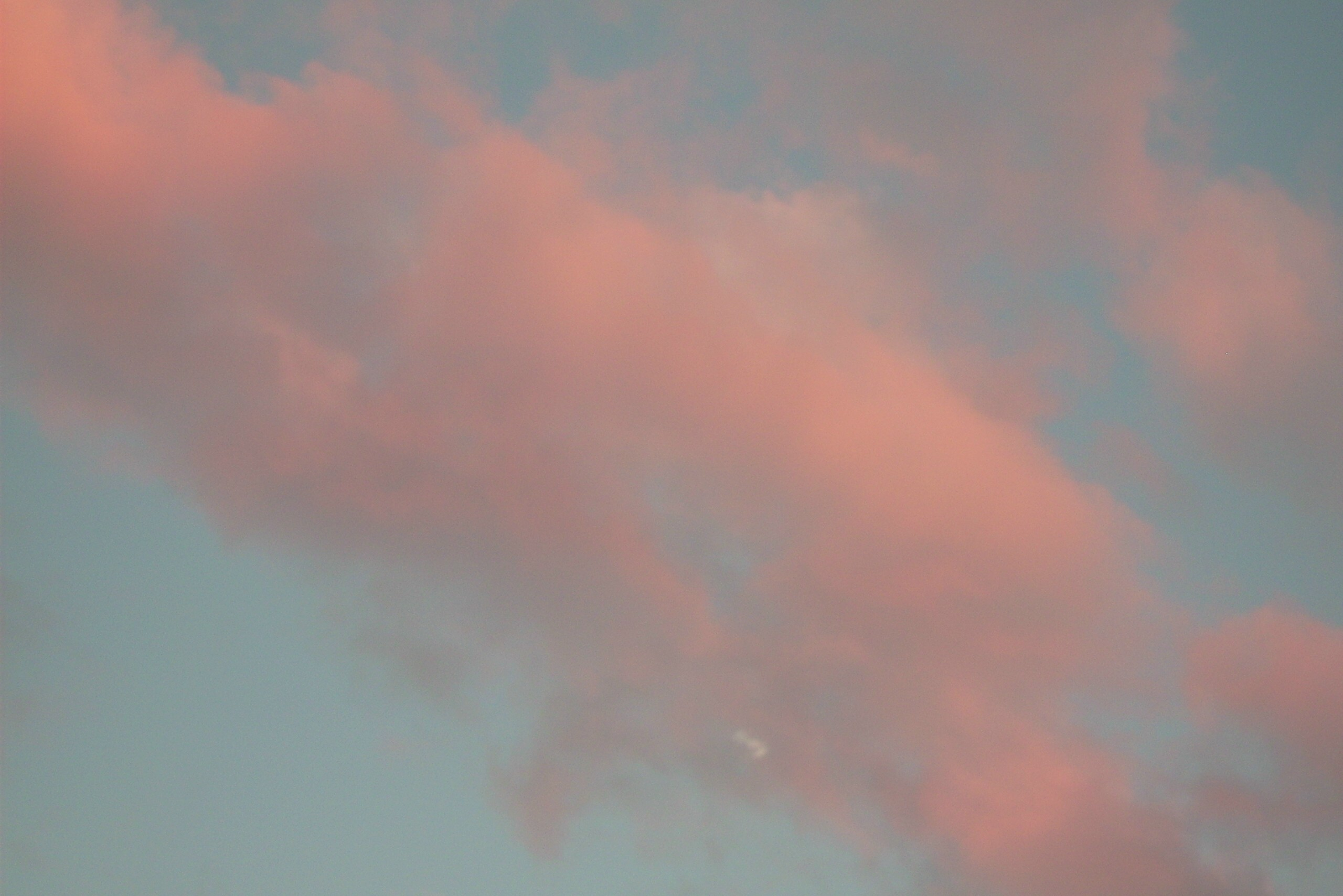
1. pinkcloudsforbianca（粉紅雲彩獻給碧安卡）話題用來分享粉紅雲彩的照片或原創畫作，以阻礙迪文屍體圖片的傳播。

迪文屍體的圖片在 Instagram、Facebook 和 Twitter 等社群媒體中廣泛傳播。這些圖片在 4chan 網站上流行起來，網站上出現了數百條相關貼文，稱讚克拉克製造了「又一樁 4chan 謀殺案」。Incels.co 和 8kun 網站的使用者也為此事發文慶祝。#ripbianca（安息碧安卡）在也成為了一時的熱門話題。多個帳戶承諾要發布迪文被謀殺的圖片以換取按讚及追蹤，而多個非法募款網站陸續湧現，利用她的名字和死訊來獲利。

## 註解
1. ↑  有些新聞報導他們正在約會，並有性交往[13][14]。
2. ↑  一些新聞資料將死亡時間錯誤的報導為7月13日[2][16]。
3. ↑  迪文的家人在收到圖片後便開始注意此事[2]。